# Dreiherrenstein (am Rennsteig)
Dreiherrenstein (pe Rennsteig) este un punct de intersecție a mai multor drumuri comerciale în zona colinară Thüringer Wald din Turingia, Germania. Rennsteig era drumul care marca frontiera dintre Ducatul Franconiei și Turingia.